# 刘宝增
刘宝增（1966年5月—），河南台前人，汉族，中国共产党党员。中华人民共和国政治人物、第十三届全国人民代表大会新疆地区代表。

## 生平
2015年，擔任中国石油化工集团西北石油局党委书记、副局长，中国石化股份公司西北油田分公司副总经理。
2018年2月24日，当选为第十三届全国人大代表。